# Phaeacius yunnanensis
Phaeacius yunnanensis là một loài nhện trong họ Salticidae.
Loài này thuộc chi Phaeacius. Phaeacius yunnanensis được Peng & Joo-Pil Kim miêu tả năm 1998.